# Wolfgang Schulze
Wolfgang Schulze, född den 7 december 1940 i Berlin, är en tysk före detta tävlingscyklist som var professionell från 1961 till 1978. Under karriären vann han tio sexdagarslopp, varav sex med Sigi Renz.

## Meriter

### Landsväg
| 1962 2:a i Tour des Quatre-Cantons 1965 2:a i Rund um Köln | 1966 2:a i linjelopp vid Västtyska mästerskapen 1974 3:a i linjelopp vid Västtyska mästerskapen |

### Bana

#### Europamästerskap
1966/1967
 3:a i derny

#### Sexdagarslopp
Nedan listas Schultzes segrar i sexdagarslopp (Belins sexdagars hölls två gånger per vinter, oktober och januari, till och med 1969/1970, därefter bara i oktober):
| 1968/1969 Berlin (oktober) med Peter Post Berlin (januari) med Horst Oldenburg 1969/1970 Münster med Horst Oldenburg Berlin (januari) med Sigi Renz 1971/1972 Bremen med Sigi Renz | 1972/1973 Köln med Sigi Renz München med Sigi Renz 1973/1974 Berlin med Sigi Renz Frankfurt med Sigi Renz 1974/1975 Münster med Jürgen Tschan |